# Landeta
Landeta es una localidad situada en el departamento San Martín, provincia de Santa Fe, República Argentina.
Fue fundada en 1893, en un principio a 5 km al norte, en lo que es en la actualidad Colonia Schifner, posteriormente en 1918 se traslada por el paso de las vías del tren donde se ubica actualmente, emplazándose en terrenos de propiedad de Jorge Landeta con un trazado inicial de una plaza pública central y 12 manzanas en su entorno, poblada principalmente por inmigrantes italianos, más específicamente de la zona de Piamonte, los cuales se radicaron en estas tierras para practicar exclusivamente en un principio la  agricultura, destacándose los cultivos de trigo y maíz.
Se encuentra ubicada en el centro oeste de la provincia sobre la ruta provincial N.º 66, a 8 km del límite interprovincial con la provincia de Córdoba.
Limita con las localidades Las Petacas y Crispi al norte, al este San Jorge y Carlos Pellegrini, al sur Piamonte, al oeste El Fortín, provincia de Córdoba.
Se encuentra a igual distancia (202 km) de Rosario y de la capital provincial Santa Fe; y a 500 km de la Capital Federal.
El distrito consta de 31.900 ha.

## Población
Cuenta con 1,525 habitantes (Indec, 2010), lo que representa un incremento del 13,3% frente a los 1,449 habitantes (Indec, 2001) del censo anterior.
| Gráfica de evolución demográfica de Landeta entre 1991 y 2010 |
|                                                               |
| Fuente: censos nacionales del INDEC                           |

## Localidades y Parajes
- Landeta
- Parajes
  - Campo Simpson
  - Estación Schiffner

## Geografía

### Relieve
Llanura, típico de la llanura santafesina. 

### Vientos
Predominante del este - sudeste.

### Lluvias
Precipitaciones medias anuales entre 900 y 1200 mm anuales, destacándose el verano como la estación más lluviosa.

## Economía
Se caracteriza por una economía integrada por un 70% de agricultura y un 30% de ganadería bovina, generando estas industrias que mantienen relación directa con la producción primaria como industrias lácteas, granos y subsidiarias de las mismas, metalúrgicas demandadas por la producción específica.

## Educación, cultura, deportes
- Escuela primaria Fiscal "Martín Miguel de Güemes Nº 279"
- Escuela secundaria Agrotécnica "Mariano Moreno Nº 301"

- "Club Deportivo Mitre",
- Taller de Guitarra y percusión organizado por el Centro de Cultura de la Comuna local.